# احتجاجات على سياسات إدارة ترامب لفصل العوائل
الاحتجاجات على سياسات إدارة ترمب لفصل العوائل ردة فعل تجاه سياسة إدارة ترمب القائمة على فصل الأطفال عن ذويهم أو أولياء أمورهم ممن عبروا الحدود الأمريكية بشكل غير قانوني أو الذين طلبوا اللجوء، بحبس البالغين ووضع القاصرين في منشآت معزولة تحت رعاية إدارة الصحة والخدمات الإنسانية.

## خلفية
بدأت إدارة ترمب سياسة «عدم تسامح» في السابع من مايو 2018، وفيها يُمكن اتهام أي شخص يعبر حدود الولايات المتحدة الأمريكية بجناية فدرالية. أعلن المدعي العام جيف سيشنز هذه السياسة. خلال تصريحات أدلى بها في 7 مايو في سكوتسديل، أريزونا قال: «إذا كنت تهرب طفلًا، فسنقاضيك، وسيعزل ذلك الطفل عنك كما يأمر القانون». ولكن ناشطين في مجال حقوق الإنسان وجدوا في تقاريرهم أن أطفالًا مصاحبين لبالغين تأكد بأنهم مع عوائلهم، وليسوا جزءًا من مخطط تهريب أطفال كما يدعي سيشنز.
بسبب عدم إمكانية سجن القاصرين وفق حكم لعام 2016 من قبل قاضي مقاطعة كاليفورنيا المركزية دولي م. جي في تسوية قضية رينو ضد فلوريس، فالإجراء المتبع هو فصلهم عن عوائلهم. يحتجز القاصرون في مراكز احتجاز يمكن أن تكون مصنوعة من خيم أو منشآت أخرى مؤقتة. اجتياز الحدود بشكل غير قانوني جريمة في الولايات المتحدة الأمريكية. ولكن المهاجرين الذين يحاولون التقدم لطلب اللجوء في الولايات المتحدة الأمريكية يحرمون أيضًا من الدخول. كذلك فإن ناشطي الهجرة يدعون أن الأهالي لا يعاد لم شملهم مع أطفالهم بعد انتهاء مدة اعتقالهم القانونية. أعلن سيشنز أيضًا أن الولايات المتحدة الأمريكية لن تستمر في قبول طلبات اللجوء للمهاجرين ضحايا العنف المنزلي أو عنف العصابات.

## جمع التبرعات
بتأثير من صورة شديدة الانتشار لطفلة باكية عمرها عامان تنظر إلى والدتها بدأ زوج من كاليفورنيا حملة جمع تبرعات في 16 يونيو 2018 على الفيسبوك تحت عنوان «أعيدوا لم شمل أبٍ مهاجر مع طفله» بهدف جمع 1,500 دولار. في 20 يونيو، جمعت الحملة أكثر من 17 مليون دولارًا. ستذهب الأموال لمركز اللاجئين والمهاجرين للتعليم والخدمات القانونية، المسمى اختصارًا رايسيس، لتوفير المساعدات القانونية للأهالي اللاجئين الذين اعتقلوا على الحدود.
التقط الصورة المصور المحترف جون مور مباشرةً بعد أن طُلب من أم ترك ابنتها لإجراء فحص جسدي لها قبل صعود شاحنة دورية الحدود مع بدء الطفلة بالبكاء. الأم من هندوراس وكانت في رحلة سفر دامت شهرًا.
أثارت الصورة الجدل بعد أن قال والد الطفلة في مقابلة إن الأم والبنت محتجزان الآن معًا في ماك آلن في تكساس. أدى هذا إلى احتشاد العديد من الأشخاص في إدارة ترمب على «الأخبار الزائفة»؛ في حين غردت المتحدثة باسم البيت الأبيض سارا ساندرز عبر تويتر قائلةً إن الحزب الديمقراطي والإعلام «استغلوا هذه الصورة لطفلة صغيرة للدفع بأجنداتهم الخاصة».
أنتجت صانعة أفلام من بورتلاند، أوريغون، تدعى ليندا فريمان فيديو بعنوان دون رفيق: وحيدًا في أمريكا، يعيد فيه أطفال تمثيل تسجيلات لمحاكمات يمثل فيها الأطفال المهاجرين أنفسهم في محاكمات الهجرة. في حين يمكن مشاهدة هذه السياسة لعدم توكيل أحد لتمثيل الأطفال في المحكمة في عام 2005، فإن الفيديو جزء من حملة جمع تبرعات لتوفير استشارات وخدمات وجهود قانونية لإعادة لم شمل الأطفال مع عوائلهم.
استجابةً لسياسة فصل الأسر تبرع العديد من المشاهير ككريسي تيغن وزوجها جون ليجند لاتحاد الحريات المدنية الأمريكي استجابةً لما سموه بالأفعال «... القاسية، المناهضة للأسر...» التي «... لا تتماشى مع كل ما نؤمن أن هذه البلاد يجب أن تمثله». تبرع آخرون، كجيمي فالون، أيضًا للجمعية الخيرية العاملة في تكساس باسم مركز اللاجئين والهجرة للتعليم والخدمات القانونية (رايسيس)، أحيانًا باسم ترمب، وذلك للاحتجاج على أفعال وسياسات إدارة ترمب.